# Colli sul Velino
Colli sul Velino és un comune (municipi) de la província de Rieti, a la regió italiana del Laci, situat a uns 70 km al nord-est de Roma i a uns 13 km al nord-oest de Rieti. A 1 de gener de 2019 la seva població era de 497 habitants.
Colli sul Velino limita amb els següents municipis: Contigliano, Labro, Morro Reatino, Rieti, Rivodutri i Terni.